# Chebská stezka
Chebská stezka byla zemskou stezkou, která spojovala Čechy s Chebskem a dále se Svatou říši římskou. Stezka vedla z Chebu na východ na hranici Chebska a Čech u dnes zaniklé vesnice Leimburck na chebské straně a vesnice Ždírnice už v Čechách. Cesta zde vede v údolím mezi pohořími Slavkovský les s vrcholem Lesný na severu a pohořím Český les s vrcholem Dyleň na jihu. Za hranicí vedla cesta kolem opevněných sídel Manský dvůr, jenž býval zemskou bránou do Čech a hradem Boršegrýn. V této oblasti se cesta větvila na dvě větve. 
Severní větev pokračovala na východ do města Kynžvart a stoupala kolem královského hradu vzhůru, kde se platilo mýto. Severně od hradu kopírovala dnešní hřebenovou cestu zvanou hradní svážnice, vedla pod Lysinou, kolem uhlířského rybníka přes Králův kámen k ringvalu Kaisersruhe. Dále cesta pokračovala přes vesnici Sítiny do Teplé, Manětína, Strážiště, Kralovice a dále na Prahu vedla podél Berounky.
Jižní větev vedla přes Starou vodu, Severské Chalupy, Valy, Velká Hleďsebe, Planá, Stříbro, Plzeň.